# Prix Platino 2022
La 9e cérémonie des Prix Platino, organisée par la Entidad de Gestión de Derechos de los Productores Audiovisuales, se déroule le 1er mai 2022 et récompense les films et séries ibéro-américains sortis en 2021.
Le film El buen patrón de Fernando León de Aranoa remporte quatre prix (meilleur film de fiction, meilleur réalisateur, meilleur scénario et meilleur acteur) alors que la série El reino de Claudia Piñeiro et Marcelo Piñeyro en remporte trois (meilleure série, meilleur créateur de série et meilleur acteur dans un second rôle).

## Palmarès

### Cinéma

#### Meilleur film de fiction
- El buen patrón de Fernando León de Aranoa
  - Madres paralelas de Pedro Almodóvar
  - Maixabel de Icíar Bollaín
  - Noche de fuego de Tatiana Huezo

#### Meilleur réalisateur
- Fernando León de Aranoa pour El buen patrón
  - Pedro Almodóvar pour Madres paralelas
  - Icíar Bollaín pour Maixabel
  - Tatiana Huezo pour Noche de fuego

#### Meilleure actrice
- Blanca Portillo pour Maixabel
  - Penélope Cruz pour Madres paralelas
  - Ángela Molina pour Charlotte
  - Ilse Salas pour Plaza Catedral

#### Meilleur acteur
- Javier Bardem pour El buen patrón
  - Eduard Fernández pour Mediterráneo
  - Rodrigo Santoro pour 7 Prisonniers (7 Prisioneiros)
  - Luis Tosar pour Maixabel

#### Meilleure actrice dans un second rôle
- Aitana Sánchez-Gijón pour Madres paralelas
  - Almudena Amor pour El buen patrón
  - Ana Cristina Ordóñez González pour Noche de fuego
  - Milena Smit pour Madres paralelas

#### Meilleur acteur dans un second rôle
- Alfredo Castro pour Karnawal
  - Christian Malheiros pour 7 Prisonniers (7 Prisioneiros)
  - Urko Olazabal pour Maixabel
  - Manolo Solo pour El buen patrón

#### Meilleur scénario
- Fernando León de Aranoa pour El buen patrón
  - Henrique dos Santos et Aly Muritiba pour Deserto Particular
  - Icíar Bollaín pour Maixabel
  - Abner Benaim pour Plaza Catedral

#### Meilleure musique
- Alberto Iglesias pour Madres paralelas
  - Zeltia Montes pour El buen patrón
  - Kenji Kishi pour Los lobos
  - César López pour Memoria

#### Meilleur film d'animation
- Ainbo, la guerrera del Amazonas
  - Bob Cuspe: Nós Não gostamos de gente
  - Salvar el árbol (Zutik!)
  - Valentina

#### Meilleur film documentaire
- A Última Floresta de Luiz Bolognesi
  - 100 días con la Tata de Miguel Ángel Muñoz
  - Quién lo impide de Jonás Trueba
  - Rita Moreno: Just a Girl Who Decided to Go for It de Mariem Pérez Riera

#### Meilleure photographie
- Kiko de la Rica pour Mediterráneo
  - Sophie Winqvist pour Clara Sola
  - Pau Esteve Birba pour El buen patrón
  - Sayombhu Mukdeeprom pour Memoria

#### Meilleure direction artistique
- Madres paralelas
  - El buen patrón
  - El diablo entre las piernas
  - Memoria

#### Meilleur montage
- 7 Prisonniers (7 Prisioneiros)
  - El buen patrón
  - Los lobos
  - Maixabel

#### Meilleur son
- Memoria
  - 7 Prisonniers (7 Prisioneiros)
  - El buen patrón
  - Plaza Catedral

#### Meilleur premier film de fiction
- Karnawal de Juan Pablo Félix
  - Clara Sola de Nathalie Álvarez Mesén
  - Libertad de Clara Roquet
  - Sans signe particulier (Sin señas particulares) de Fernanda Valadez

#### Cinéma et Éducation aux Valeurs
- Los lobos
  - Maixabel
  - Mediterráneo
  - Yo nena, yo princesa

### Télévision

#### Meilleure mini-série ou télé-série
- El reino
  - Isabel
  - Luis Miguel, la série
  - Narcos: Mexico

#### Meilleur créateur de mini-série ou télé-série
- Claudia Piñeiro et Marcelo Piñeyro pour El reino
  - Pepe Coira pour Hierro
  - Alejandro Amenábar pour La Fortuna
  - Juan José Campanella pour Los enviados

#### Meilleure actrice dans une mini-série ou une télé-série
- Daniela Ramírez pour Isabel
  - Mercedes Morán pour El reino
  - Candela Peña pour Hierro
  - Maribel Verdú pour Ana Tramel. El juego

#### Meilleur acteur dans une mini-série ou une télé-série
- Javier Cámara pour Venga Juan
  - Diego Boneta pour Luis Miguel, la série
  - Chino Darín pour El reino
  - Darío Grandinetti pour Hierro

#### Meilleure actrice dans un second rôle dans une mini-série ou une télé-série
- Najwa Nimri pour La casa de papel
  - Rosa María Bianchi pour Monarca
  - Nancy Dupláa pour El reino
  - María Pujalte pour Venga Juan

#### Meilleur acteur dans un second rôle dans une mini-série ou une télé-série
- Joaquín Furriel pour El reino
  - Enric Auquer pour Vida perfecta
  - Karra Elejalde pour La Fortuna
  - Alberto San Juan pour Reyes de la noche

### Prix Platino d'honneur
- Carmen Maura